# Virgen de Poggio di Bretta
La Virgen de Poggio di Bretta es una pintura al temple y dorado sobre tabla de 71 x 50 cm de Carlo Crivelli, datable hacia 1472 y conservada en el Museo Diocesano de Ascoli Piceno.

## Historia
La obra procede de la iglesia parroquial de Poggio di Bretta y tradicionalmente está asignada a Crivelli. Después de la restauración de 1961, fue trasladada a un museo, lo que la libró de un pesado repintado. En cambio, Serra (1930) la incluyó en el catálogo de Pietro Alemanno, pero tanto Fiocco como Berenson reconfirmaron la antigua hipótesis.
La datación se basa en el estilo: la ausencia del fondo dorado sugeriría de hecho ese breve período de innovación entre el Políptico de 1472 y el Políptico de San Emidio de la Catedral de Ascoli Piceno (1473), del cual es otro ejemplo la Virgen de Corridonia.

## Descripción y estilo
Una lisa pared roja sirve de telón de fondo al trono clasicista de mármol de María, sobre el que descansan simétricamente dos grandes melocotones amarillos (una alusión al pecado original y motivo decorativo que remite al Renacimiento paduano) y sobre cuyo respaldo cae, como es habitual, una fina cortina vertical de damasco al estilo veneciano. La piedra del trono es pórfido rojo, material de rango imperial.
María sostiene en sus rodillas al Niño tendido boca abajo y le dirige una mirada baja y una oración con las manos alzadas juntas. Jesús se vuelve hacia ella jugando con una fruta. Numerosos detalles atestiguan el alto refinamiento del cuadro, desde el manto celeste de María con bordados dorados, hasta la delicadeza de su rostro, desde la vivacidad naturalista del Niño hasta la consistencia hinchada y aterciopelada del melocotón junto al pequeño.